# Inner Circle

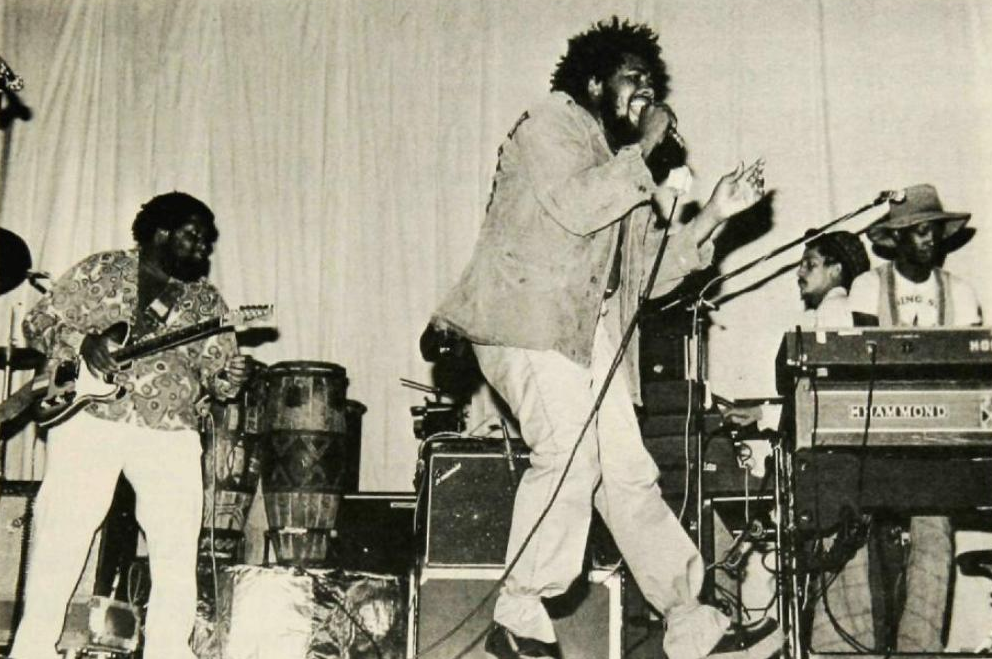
Inner Circle, 1976

Inner Circle is een reggae-groep uit Jamaica. Hoewel de groep al in 1968 werd opgericht door de gebroeders Ian en Roger Lewis, is zij vooral bekend van de hits Sweat (A La La La La Long), die in 1992 in Nederland de nummer 1-positie haalde en Bad Boys.

## Geschiedenis
Inner Circle werd opgericht in het begin van de jaren zeventig van de 20e eeuw door de broers Ian en Roger Lewis, Stephen Cooe, Richard Daley en Michael Cooper. Toen de laatste drie verdergingen in de groep Third World kwamen drummer Calvin McKenzie en keyboardspelers Charles Farquharson en Bernard Harvey bij de groep. Toen ook zanger Jacob Miller bij Inner Circle kwam, ontstonden de eerste successen: Music machine en Mary Mary.
Eind jaren zeventig was Jacob Miller op Jamaica zelfs populairder dan Bob Marley. In maart 1980 kwam Jacob Miller echter om bij een auto-ongeluk, waarna de band uiteenviel. Alleen de gebroeders Lewis bleven over met Bernard Harvey. In 1987 kwam Inner Circle met een nieuw album, nadat zanger Carlton Coffey bij de groep was gekomen. Niet veel later sloten ook Lance Hall (drums) en Lester Adderley (gitaar) zich aan en tekende Inner Circle een platencontract bij WEA/Metronome.
In 1992 werd hun single Sweat (A La La La La Long) een internationale hit. De opvolger Bad Boys werd een bescheiden hitje, maar zou wel de leadermuziek van de Amerikaanse realityserie Cops worden.
Michael Cooper overleed in 2023.

## Discografie

### Albums
- Dread Reggae Hits (1973)
- Heavy Reggae (1974)
- Blame It on the Sun (1975)
- Rock the Boat (1975)
- Reggae Thing (1976)
- Ready for the World (1977)
- Everything Is Great (1978)
- New Age Music (1979)
- One Way (1987)
- Identified (1989)
- Bad To The Bone (1992)
- Bad Boys (1993)
- Reggae Dancer (1994)
- Da Bomb (1996)
- Speak My Language (1998)
- Big Things (2000)
- State of da World (2009)

### Compilaties
- Reggae Greats (1985)
- Big in Jamaica: The Best of Inner Circle (2000)

## Singles
| Single met eventuele hitnotering(en) in de Nederlandse Top 40 | Datum van verschijnen | Datum van binnenkomst | Hoogste positie | Aantal weken | Opmerkingen                                               |
| ------------------------------------------------------------- | --------------------- | --------------------- | --------------- | ------------ | --------------------------------------------------------- |
| Music Machine                                                 | 1979                  | 12-05-1979            | 23              | 4            |                                                           |
| Mary Mary                                                     | 1979                  | 11-08-1979            | 30              | 4            | #38 in de Nationale Hitparade / #32 in de TROS Top 50     |
| Sweat (A La La La La Long)                                    | 1992                  | 05-09-1992            | 1(5wk)          | 18           | Veronica Alarmschijf Radio 3 / #1 in de Nationale Top 100 |
| Rock with You                                                 | 1992                  | 12-12-1992            | 5               | 10           | #7 in de Mega Top 50                                      |
| Games People Play                                             | 1994                  | 09-07-1994            | 8               | 11           | Alarmschijf / #8 in de Mega Top 50                        |

| Single met hitnotering(en) in de Vlaamse Ultratop 50 | Datum van verschijnen | Datum van binnenkomst | Hoogste positie | Aantal weken | Opmerkingen |
| ---------------------------------------------------- | --------------------- | --------------------- | --------------- | ------------ | ----------- |
| Sweat (A La La La La Long)                           | 1992                  | 10-10-1992            | 1               | 15           |             |
| Rock with You                                        | 1992                  | 26-12-1992            | 3               | 14           |             |
| Games People Play                                    | 1994                  | 9-7-1994              | 12              | 9            |             |